# Abrams Air Craft
De Abrams Air Craft Corporation was opgericht in Lansing, Michigan in 1937 als afgeleide van Talbert Abrams' Aerial Survey Corporation. Abrams had in 1929 een luchtvaartmaatschappij opgericht (ABC Airline), maar hij raakte steeds meer geïnteresseerd in luchtfotografie. 
Het nieuwe bedrijf was opgericht om een geschikt vliegtuig te ontwerpen en produceren voor dat doel. Het resultaat was de P-1 Explorer, ontworpen door Abrams met hulp van Kenneth Ronan, van Ronan & Kunzl.
De Tweede Wereldoorlog hield verder werk tegen.